# Breadloaf Island
Breadloaf Island ist eine kleine unbewohnte Insel der Fox Islands, die zu den Aleuten gehören. Das etwa 300 m lange Eiland befindet sich südwestlich von Unmak.